# Montecatini Val di Cecina
Montecatini Val di Cecina är en ort och kommun i provinsen Pisa i regionen Toscana i Italien. Kommunen hade 1 669 invånare (2018).